# Грут-Айленд
Грут-Айленд (нидерл. Groote Eylandt) — крупнейший остров залива Карпентария в северо-восточной части Австралии. Принадлежит народу энинтильяква и является резервацией аборигенов Арнем-Ленда. Название, данное путешественником Абелем Тасманом в 1644 году, переводится с голландского языка как «большой остров».

## География

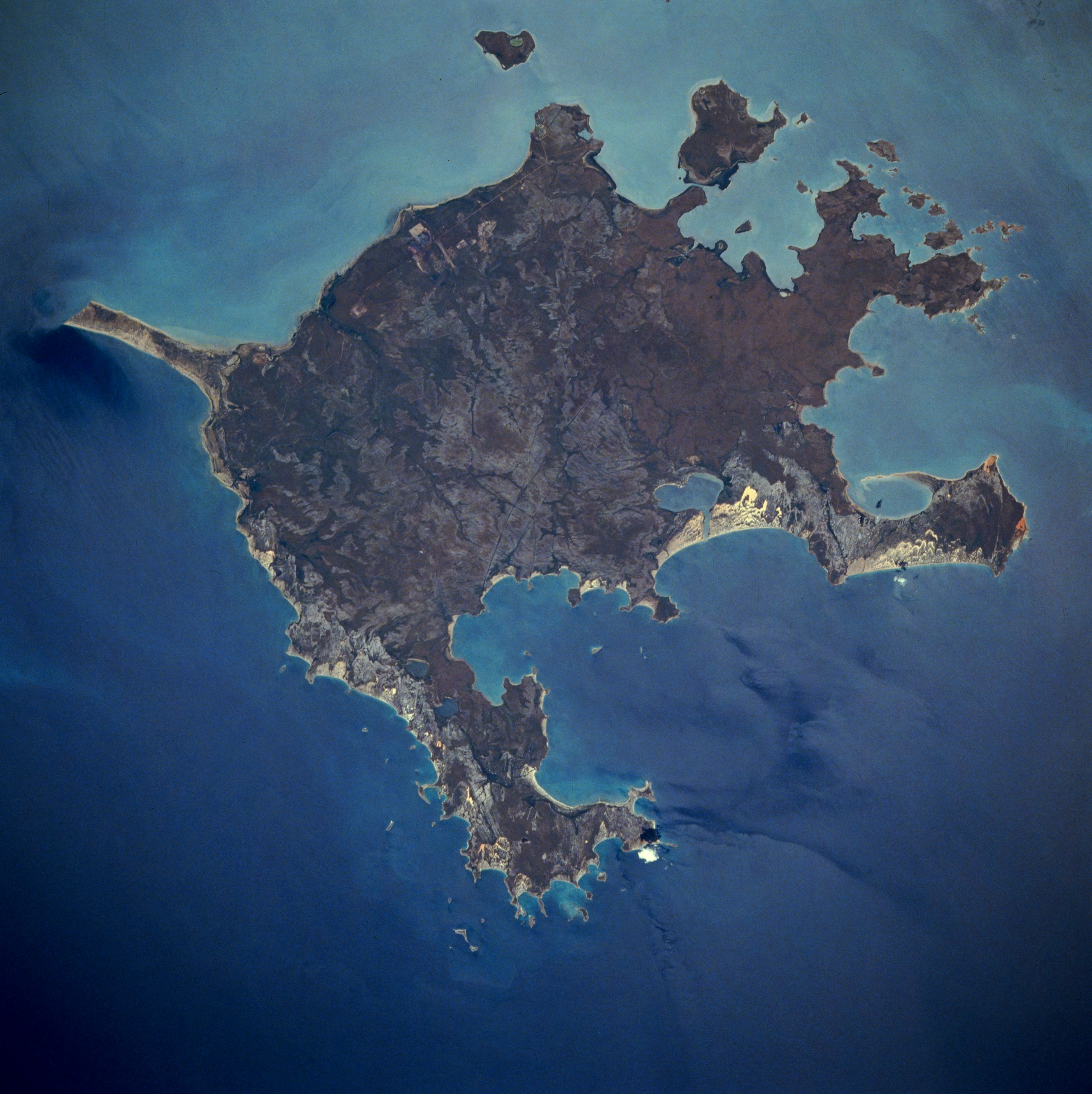
Космический снимок острова

Остров Грут-Айленд расположен в 50 км от материковой части Северной территории, а именно, полуострова Арнем-Ленд, а также в 630 км от города Дарвин. Длина острова с востока на запад — около 50 км, с севера на юг — около 60 км. Общая площадь — 2326,1 км². Остров низменный, средняя высота над уровнем моря — 15 м. Высшая точка Грут-Айленда — холм Сентрал-Хилл (219 м).
Климат острова тропический с жарким, влажным летом и частыми грозами. На Грут-Айленде можно выделить два сезона — сухой под влиянием ветров, дующих с юго-востока, и сезон дождей под влиянием муссонов. Сезон дождей на острове длится с ноября по апрель. Средняя температура в это время года — 25—38 °C. Период засухи длится с мая по октябрь. Температура в это время года — 10—30 °C. Среднегодовое количество осадков — около 1177 мм.
Растительность Грут-Айленда типичная для этой части Австралии: саванны и редколесья с зарослями мангровых деревьев, пандануса, тутового дерева. На острове обитает 14 видов млекопитающих, 39 видов рептилий и около 83 видов птиц. Прибрежные воды очень богаты рыбой, морскими змеями, черепахами, дюгонями.

## История
В течение тысячелетий остров был населён аборигенами, которые пришли на Грут-Айленд с полуострова Арнем-Ленд. Редко расселённые по острову, они занимались охотой и собирательством.
Остров впервые замечен европейцами в 1624 году, когда голландское судно «Арнем» под командованием Виллема Колстердта проплывало вдоль западного побережья залива Карпентария. Но остров получил своё название «Грут-Айленд» только в 1644 году во время путешествия Абеля Тасмана. В 1803 году вокруг острова проплыло судно Мэтью Флиндерса, одного из самых известных исследователей Австралии. Европейцы были не первыми иноземцами, побывавшими в водах у Грут-Айленда. Уже в течение долгих столетий здесь рыбачили индонезийцы (в основном на трепанга). Обычно они приплывали сюда в декабре во время северо-западных муссонов и уплывали в апреле-мае во время ветров, дувших с юго-востока. Тем не менее, индонезийские племена не оказали значительного влияния на культуру и язык аборигенов.
На протяжении XIX века острову совсем не уделяли внимания, но в XX веке произошли коренные изменения в жизни местных жителей: на Грут-Айленде появились первые миссионеры, военный персонал и шахтёры.
Первая религиозная миссия на острове основана в 1921 году в поселении Эмеральд-Ривер членами Общества миссионеров англиканской церкви. Позднее, в 1943 году, миссия переехала в Ангуруку после того, как ВВС Австралии овладели взлётно-посадочной полосой в целях обороны северной части Австралии. До 1950-х годов большая часть жителей Грут-Айленда жила в западной части острова в поселении Ангуруку. Миссия продолжала действовать вплоть до 1979 года, когда Ангуруку стал самоуправляемым городским советом аборигенов (англ. Aboriginal Town Council).
В 1938 году в северо-восточной части Грут-Айленда появилась заправочная станция для гидросамолётов авиакомпании Qantas Airways. Поблизости было основано поселение Умпакумпа (или Порт-Лангдон), куда переселилась большая часть жителей с восточного побережья Грут-Айленда. Во время Второй мировой войны заправочная станция была взята под контроль ВВС Австралии и больше никогда не действовала.
Экономика острова кардинально изменилась после открытия рядом с Ангуругу месторождения марганца. Во время исследования острова в 1803 году Мэтью Флиндерс отметил наличие на нём бурого железняка и кварца. Марганцевое месторождение было обнаружено геологами ещё в 1907 году, однако, вплоть до 1955 года ни одна коммерческая организация не бралась за разведку марганца на Грут-Айленде. После переговоров 1960—1963 года было достигнуто соглашение между компанией BHP Billiton и Обществом миссионеров англиканской церкви, которое определило размер роялти местным жителям в обмен на право добычи марганца на острове. В 1964 году право на разработки марганца были переданы дочерней компании BHP Billiton — Groote Eylandt Mining Company. Первый груз с марганцевой рудой был отправлен уже в 1966 году. В настоящее эта руда в основном экспортируется в Японию и США, и размер её добычи составляет около 2 млн тонн в год (около 10 % общемировой добычи).

## Население
Во время переписи 2001 года на острове проживало 2426 человек, или 1,1 % населения Северной территории. С 1996 года показатель прироста населения снизился на 5,1 %. Однако численность населения коренного населения выросло на 9,1 % по сравнению с переписью 1996 года и 23,9 % по сравнению с показателем 1991 года.
В 2001 году 48 % населения жило в основном населённом пункте острова — Ангуруку, 23 % — в Умпакумпа.
На острове четыре основных поселения: Альянкула, Ангуруку, Мильякпурра и Умпакумпа. Шахтёрский посёлок носит название Альянкула и находится на северо-западном берегу Грут-Айленда.

## Самоуправление
На острове действуют 3 городских совета: в Ангуруку, Умпакумпа и Мильякпурра.
После принятия Закона о правах аборигенов на земли в 1976 году остров Грут-Айленд стал собственностью аборигенов. Поэтому нахождение на острове без разрешения Земельного совета Аниндильяквы противозаконно.

## Экономика
В марте 2006 года численность трудоспособного населения составляла 926 человек, из них 786 человек являлись работающими, 140 человек — безработными. Уровень безработицы на острове составляет 15,1 %.
Основная отрасль промышленности на острове — горнодобывающая промышленность (добыча марганцевой руды), в которой в 2001 году было занято 30 % трудоспособного населения Грут-Айленда. 19 % населения работает в аппарате управления, 10 % — в образовании, 5 % — в здравоохранении и коммунальных службах. В 2001 году уровень заработной платы на острове был на 45 % выше, чем в Северной территории.
Длина дорог с асфальтовым покрытием за пределами городов на Грут-Айленде составляет всего 20 км (2001 год).